# معلوماتية الجينوم

قسم من الحمض النووي. يحمل سلسلة مكونه من الوحدات التي تشبه الصفائح تسمى (النيوكليوتيدات) موجودة في المركز تحمل المعلومات.

## معلوماتية الجينوم( حاسوبية الجينوم )(أيضًا المعلوماتيةالجينيةأومعالجة المعلومات الجينية)[1]هي دراسة علميةلمعالجة المعلوماتفيالجينوم.
(يتم تطبيق تقنيات الكمبيوتر والإحصاء لاستخلاص المعلومات البيولوجية من تسلسل الجينوم)

## المقدمة
تحدث معالجة المعلومات وتدفق المعلومات في غضون تطور الكائن الحي وفي طوال حياته.  اساس الحساب هو معالجة المعلومات، اساس معالجة المعلومات البيولوجية هو التحكم في الأحداث الجزيئية التي تحدث داخل الخلية.  تقدم معلومات الجينوم تقنيات حسابية وتطبقها لاستخلاص المعلومات من تسلسل الجينوم.  تتضمن معلوماتية الجينوم طرقًا لتحليل معلومات سلسلة الحمض النووي والتنبؤ في سلسلة البروتين وبنيته الهيكلية .  تتضمن طرق دراسة البيانات الجينومية الكبيرة
1) استدعاء المتغير(استدعاء المتغير هو استنتاج مفاده أن هناك اختلافًا في النوكليوتيدات مقابل بعض الإشارات في موضع معين في جينوم فردي أو نسخة، وغالبًا ما يشار إليها باسم متغير نوكليوتيد مفرد (SNV))
2) تحليل النسخ، 3) تفسير المتغير (تتطلب العثور على العديد من الأفراد مع كل متغير) 
يمكن لمعلومات الجينوم تحليل معلومات سلسلة الحمض النووي والتنبؤ في سلسلة البروتين و بنيته الهيكلية.  معلوماتية الجينوم تتعامل مع  الميكروبات و metagenomics (دراسة المادة الجينية المسترجعة مباشرة من العينات البيئية) ، خوارزميات التسلسل ، الاكتشاف المتنوع وتجميع الجينوم، التطور، الصفات المعقدة وعلم الوراثة، الجينوميات الشخصية والطبية، النسخ، بنية الجينوم ووظيفته.  تشير المعلوماتية الجينية إلى ديناميكيات الجينوم والكروموسوم، وعلم الأحياء الكمي والنمذجة، والأمراض الجزيئية والخلوية.  تتضمن معلوماتية الجينوم أيضًا مجال تصميم الجينوم. لا يزال هناك الكثير الذي يمكننا القيام به وتطويره في Genome Informatics. البحث عن مرض محتمل، أو البحث عن حل لمرض، أو أثبات سبب اصابة الناس بالأمراض من دون سبب . بالنسبة للمعلوماتية الجينومية، هناك عدة تطبيقات رئيسية لها، منها:
- تحليل معلومات الجينوم [8]

- النمذجة الحاسوبية لشبكات تنظيم الجينات [2]
- نماذج لتسلسلات الحمض النووي التنظيمي المعقدة حقيقية النواة [2]
- خوارزمية للبدأ في الكشف عن عنصر الحمض النووي [2]

## التطبيقات
البحث عن الأنظمة الجزيئية الحيوية التي يمكنها معالجة المعلومات للتطبيقات الحسابية، بسبب قدرتها على التوازي والتصغير ولأن توافقها الحيوي (قدرة المادة على الأداء باستجابة مضيفة مناسبة في موقف معين.) يجعلها أيضًا مناسبة للتطبيقات الطبية الحيوية في المستقبل. تم استخدام الحمض النووي لتصميم الآلات والمحركات والأوتوماتا المحدودة ( جهاز الحوسبة المجردة ) والبوابات المنطقية وشبكات التفاعل والبرامج المنطقية، من بين العديد من الهياكل والسلوكيات الديناميكية الأخرى. 